# Lycée français René Descartes de Phnom Penh
Lycée français René Descartes de Phnom Penh là một trường tư của Pháp ở Phnôm Pênh, Campuchia,được thành lập theo thỏa thuận với Cơ quan Giáo dục Pháp ở nước ngoài (Agence pour l'enseignement français à l'étranger; AEFE).